# Salvador Luria
Pour les articles homonymes, voir Luria.
Salvador Edward Luria (né le 13 août 1912 à Turin, Italie, décédé le 6 février 1991 à Lexington, États-Unis) est un microbiologiste italo-américain, dont les travaux pionniers sur les phages ont contribué à la naissance de la biologie moléculaire. Avec Max Delbrück et Alfred Hershey, Luria fut récompensé en 1969 par le prix Nobel de physiologie ou médecine.

## Jeunesse en Europe
Luria naît Salvatore Luria à Turin, en Italie dans une famille juive influente. En 1935, il est diplômé de l'école de médecine de Turin. À partir de 1936-37, Luria fait son service militaire dans l'armée italienne en tant qu'officier médecin. Il suit ensuite des cours de radiologie à l'Université La Sapienza de Rome. Là, il prend connaissance des théories de Max Delbrück sur les gènes en tant que molécules et commence à établir des méthodes pour tester la théorie génétique à l'aide de bactériophages, les virus infectant les bactéries.
En 1938, il reçoit une bourse pour étudier aux États-Unis, où il compte travailler avec Delbrück. Peu après que Luria eut reçu cette bourse, le régime fasciste de Benito Mussolini bannit les juifs des bourses de recherche. Sans ressources pour travailler aux États-Unis ou en Italie, Luria quitte le pays pour Paris en 1938. Lorsque les armées allemandes envahissent la France en 1940, Luria fuit à bicyclette jusqu'à Marseille, où il reçoit un visa d'immigration pour les États-Unis.

## Recherches avec les phages
Luria arrive à New York le 12 septembre 1940 et rapidement il change son premier et deuxième prénom. Avec l'aide du physicien Enrico Fermi, qu'il a connu à l'université de Rome, Luria reçoit une bourse de la fondation Rockefeller à l'Université Columbia. Il rencontre vite Delbrück et Hershey, avec qui il commence des expérimentations au Cold Spring Harbor Laboratory et au laboratoire de Delbrück à l'Université de Vanderbilt.
La fameuse expérience avec Delbrück en 1943, connue sous le nom d'expérience de Delbrück et Luria, montra par une étude statistique que l'évolution génétique chez les bactéries suit les principes de Darwin plutôt que ceux de Lamarck et que l'apparition aléatoire de bactéries mutantes peut conférer une résistance à un virus même si celui-ci n'est pas présent. L'idée que la sélection naturelle affecte les bactéries a eu de profondes incidences sur la manière d'appréhender la virulence des microbes, comme pour expliquer comment les bactéries développent des résistances aux antibiotiques.
De 1943 à 1950, il travaille à l'université de l'Indiana. Son premier étudiant de troisième cycle est un certain James D. Watson, qui sera plus tard à l'origine de la découverte de la structure de l'ADN avec, entre autres, Francis Crick.
En janvier 1947, Luria obtient la naturalisation américaine.
En 1950, Luria part pour l'Université de l'Illinois à Urbana-Champaign. En cherchant à savoir comment les bactéries pouvaient se défendre contre des phages, il découvre avec son étudiante Mary Human que des lignées spécifiques de bactéries produisent des enzymes capables de couper l'ADN au niveau de certaines séquences spécifiques. Ces enzymes prirent le nom d'enzymes de restriction et sont devenues aujourd'hui un des principaux outils de la biologie moléculaire.

## Travaux ultérieurs
En 1959, il devient professeur de microbiologie au Massachusetts Institute of Technology (MIT). Il change alors ses objectifs de recherche, en passant des phages aux membranes cellulaires et aux bactériocines. Durant l'année 1963, il travaille à l'Institut Pasteur de Paris, et démontre que les bactériocines détériorent les fonctions des membranes cellulaires. De retour au MIT, son laboratoire découvre que les bactériocines provoquent cette détérioration en formant des trous dans la membrane, ce qui provoque des échanges d'ions, et anéantit le gradient électrochimique de la cellule.
Luria devient membre de l'Académie des sciences des États-Unis en 1960. Avec Max Delbrück et Alfred Hershey, Luria est récompensé en 1969 du prix Nobel de physiologie ou médecine. En 1972, il devient professeur au centre de recherche sur le cancer du MIT. Le département où il s'établit inclut alors de futurs prix Nobel : David Baltimore, Susumu Tonegawa, Phillip Allen Sharp and H. Robert Horvitz.
Salvador Luria a également reçu le National Book Award en 1974 pour un livre de vulgarisation scientifique populaire, La vie, expérience inachevée (The Unfinished Experiment). En parallèle à sa carrière scientifique, Luria fut un ardent défenseur de causes politiques. Il rejoint Linus Pauling en 1957 pour protester contre les tests d'armes nucléaires. Il s'opposa à la guerre du Vietnam. Il apporta son soutien aux syndicats d'ouvriers.
Dans les années 1970, il s'engagea dans les débats sur les manipulations génétiques, défendant une position modérée, incluant une surveillance et une régulation, plutôt que des points de vue extrêmes : une interdiction complète ou une totale liberté dans ce domaine scientifique. Cette conception de l'histoire de l'évolution, aujourd'hui acceptée par l'ensemble des biologistes, et amplement démontrée par la génétique, fut en effet vigoureusement combattue à ses débuts.
Il fut membre du conseil d'administration du Centre Royaumont pour une Science de l’Homme.
Il meurt à Lexington dans le Massachusetts d'une attaque cardiaque. Son épouse Zella est morte en 2018 à 94 ans.

## Prix et distinctions
- 1968-1969 : Président de la Société américaine de microbiologie
- 1969 : Prix Nobel de physiologie ou médecine
- 1974 : National Book Award
- 1991 : National Medal of Science